# ادیسن (بازیکن فوتبال، زاده ۱۹۹۹)
ادیسن (انگلیسی: Éderson؛ زادهٔ ۷ ژوئیهٔ ۱۹۹۹) بازیکن فوتبال اهل برزیل است.
از باشگاه‌هایی که در آن بازی کرده‌است می‌توان به باشگاه ورزشی کروزیرو اشاره کرد.
وی همچنین در تیم ملی فوتبال زیر ۲۰ سال برزیل بازی کرده‌است.